# Henry Bathurst (3e comte Bathurst)
Pour les articles homonymes, voir Henry Bathurst et Bathurst.
Henry Bathurst (22 mai 1762 – 27 juillet 1834), 3e comte Bathurst, est le fils de Henry Bathurst (1714-1794), Lord Apsley, ex-lord chancelier, et le petit-fils de Allen Bathurst.

## Biographie
Henri Bathurst est ministre sous George IV du Royaume-Uni, et l'un des tories les plus exaltés. Nommé secrétaire d'État pour la guerre et les colonies en 1809, il fonde plusieurs établissements, qui portèrent son nom (voir Bathurst). En 1815, il est chargé par le premier ministre Lord Liverpool de la détention de Napoléon à l'île de Sainte-Hélène, et nomme Hudson Lowe à la tâche de gouverneur militaire de l'île et de geôlier de l'illustre captif durant le temps de cette captivité.
Président du conseil en 1828, il est renversé en 1830 par le contre-coup de la Révolution française de juillet 1830. Il décède à Cirencester, le 27 juillet 1834, à l'âge de 72 ans, dans la demeure familiale où il prenait sa retraite.
Il est le seul civil invité par Wellington à commémorer chaque année la victoire anglaise de Waterloo dans la maison du Duc, Apsley House à Londres.
Après la chute du gouvernement conservateur, il se retire sur ses terres à Cirencester, dans l'ouest de l'Angleterre, et c'est là qu'il décède en 1834 à 72 ans. Il est enterré dans le caveau familial du château.

## Sources
Cet article comprend des extraits du Dictionnaire Bouillet. Il est possible de supprimer cette indication, si le texte reflète le savoir actuel sur ce thème, si les sources sont citées, s'il satisfait aux exigences linguistiques actuelles et s'il ne contient pas de propos qui vont à l'encontre des règles de neutralité de Wikipédia.
- Albert Benhamou, L'autre Sainte-Hélène, 2010.